# Comuna de Bytnica
Bytnica (em polonês/polaco: Gmina Bytnica) é uma comuna na Polônia, na voivodia da Lubúsquia e no condado de Krosno. A sede do condado é a cidade de Bytnica.
De acordo com os censos de 2008, a comuna tem 2722 habitantes, com uma densidade 13,04 hab/km².

## Área
Estende-se por uma área de 208,74 km², incluindo:
- área agricola: 15%
- área florestal: 77%

## Demografia
Dados de 30 de Junho 2004:
|                      | Total   | Total | Mulheres | Mulheres | Homens  | Homens |
| -------------------- | ------- | ----- | -------- | -------- | ------- | ------ |
|                      | pessoas | %     | pessoas  | %        | pessoas | %      |
| População            | 2628    | 100   | 1323     | 50,3     | 1305    | 49,7   |
| Densidade (pop./km²) | 12,6    | 100   | 6,3      | 6,3      | 6,2     | 6,2    |

De acordo com dados de 2002, o rendimento médio per capita ascendia a 1508,46 zł.

## Subdivisões
- Budachów, Bytnica, Dobrosułów, Drzewica, Grabin, Gryżyna, Struga

## Comunas vizinhas
- Czerwieńsk, Krosno Odrzańskie, Łagów, Maszewo, Skąpe, Torzym